# Massif forestier de Lucheux
Massif forestier de Lucheux este o arie protejată (sit de importanță comunitară — SCI) din Franța întinsă pe o suprafață de 275 ha, integral pe uscat.

## Localizare
Centrul sitului Massif forestier de Lucheux este situat la coordonatele 50°12′53″N 2°24′08″E / 50.21472°N 2.40222°E.

## Înființare
Situl Massif forestier de Lucheux a fost declarat arie specială de conservare în baza directivei 92/43 din 1992 referitoare la conservarea habitatelor naturale și a faunei și florei sălbatice pentru a proteja 1 specie de animale.

## Biodiversitate
Situată în ecoregiunea atlantică, aria protejată conține 6 habitate naturale: Fânețe de joasă altitudine (Alopecurus pratensis, Sanguisorba officinalis), Pajiști uscate seminaturale și facies de acoperire cu tufișuri pe substraturi calcaroase (Festuco-Brometalia) (* situri importante pentru orhidee), Liziere de ierburi înalte hidrofile de câmpie și de nivel montan până la alpin, Păduri de fag Asperulo-Fagetum, Păduri pe pante, grohotișuri și ravene de Tilio-Acerion, Formațiuni de Juniperus communis pe lande sau pajiști calcaroase.
La baza desemnării sitului se află o specie protejată de  nevertebrate: Euplagia quadripunctaria.
Pe lângă speciile protejate, pe teritoriul sitului au mai fost identificate 8 specii de plante, 4 specii de nevertebrate, 1 specie de reptile.